# Sitieň
Sitieň (1266 m) – szczyt w północnej części Niżnych Tatr na Słowacji. Znajduje się w zachodniej części, w tzw. Ďumbierskich Tatrach, w północno-zachodnim grzbiecie szczytu Siná. Grzbiet ten opadając do doliny potoku Paludžanka tworzy prawe zbocza jej odnogi – doliny Mošnica.
Sitien jest porośnięty lasem, ale na zdjęciach lotniczych słowackiej mapy widoczne jest na nim kilka zarastających polan. W większości znajduje się w obrębie Parku Narodowego Niżne Tatry, tylko dolna część północnych stoków jest poza obrębem tego parku. Na grzbiecie występują skaliste partie, a na południowo-zachodnich stokach opadających do doliny Mošnica jest Mošnicka jaskyňa. Nie prowadzi przez niego żaden szlak turystyczny, ale na mapie zaznaczona jest ścieżka wiodąca z miejscowości Lazisko grzbietem i szczytem Sitieň na szczyt Siná, gdzie łączy się ze szlakiem turystycznym.
U północno-zachodnich podnóży szczytu Sitieň znajduje się odgałęziający się od niego szczyt Pod Dobákom (841 m). Znajduje się na obszarze Parku Narodowego Niżne Tatry i nie prowadzi nim żaden szlak turystyczny. Cały rejon doliny potoku  Paludžanka jest zamknięty dla ruchu turystycznego.

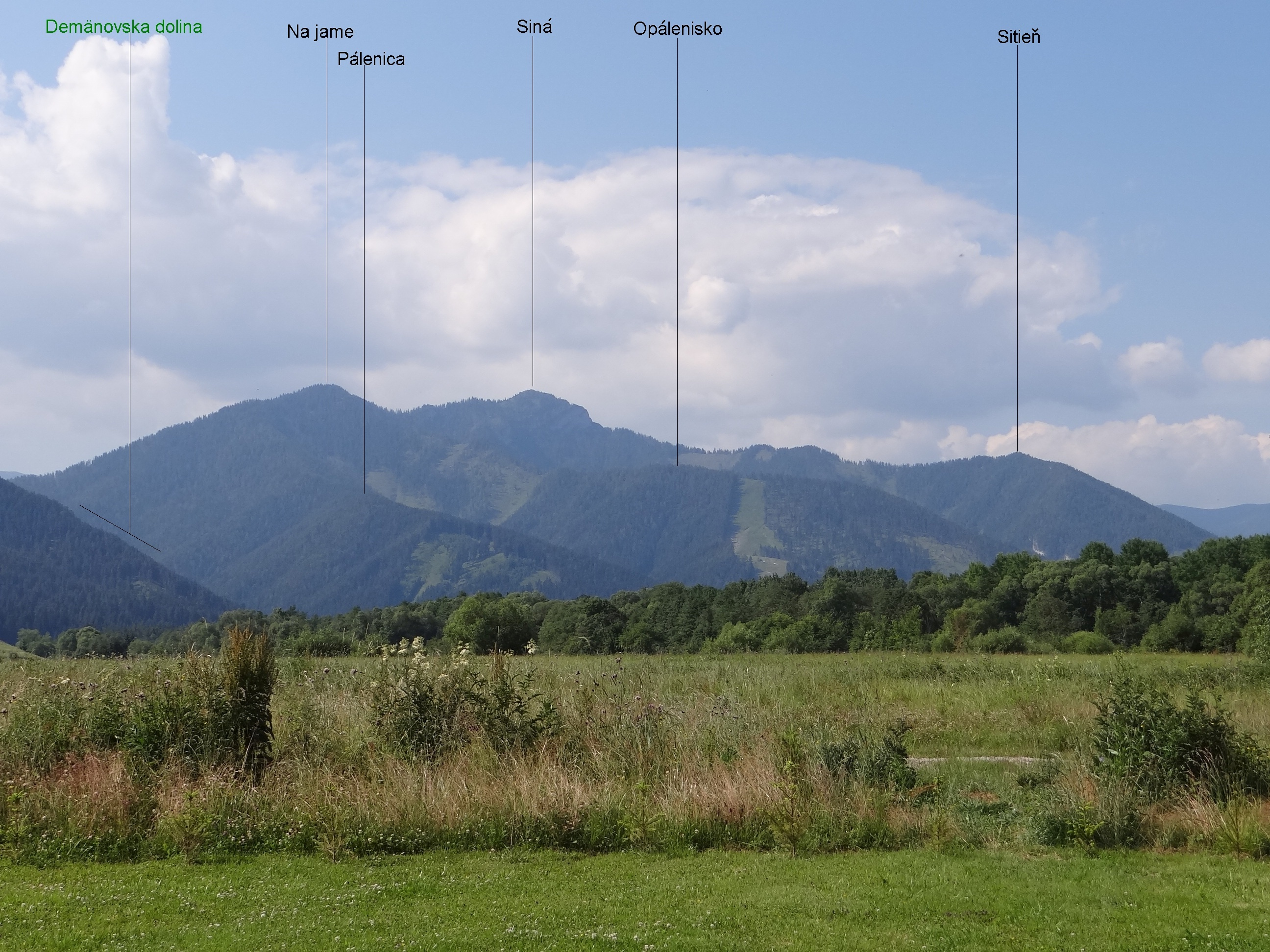
Widok z Kotliny Liptowskiej